# Königreich Akwamu
Das Königreich Akwamu war etwa zwischen 1600 und 1730 der Staat des Akan-Volkes der Akwamu im heutigen Ghana, Togo und Benin. Dabei soll sich der Staat zwischen dem heutigen Winneba an der Atlantikküste Ghanas bis nach Ouidah im Benin erstreckt haben.
Die Gründer des Königreichs Akwamu sollen noch bis ins späte 16. oder frühe 17. Jahrhundert aus Twifu Heman, einem Ort nordwestlich der heutigen Küstenstadt Cape Coast gelebt haben. Aufgrund des Goldreichtums des Flusses Birim erlangte das Königreich Akwamu einen erheblichen Reichtum. Es dehnte sich immer weiter entlang der Küste aus, bis es ca. im Jahr 1702 den Volta überquerte und sich bis in den heutigen Benin ausbreitete. Dabei wurden auch das Königreich Ladoku und einige Staaten der Ewe in der Region um die heutige Stadt Ho an der heutigen Grenze zwischen Ghana und Togo besiegt. Die Akwamu zählten in dieser Zeit zu den stärksten Akan-Völkern und zogen durch ihren Expansionsdrang unter einem ihrer herausragendsten Herrscher, König Ansa Sasraku, in zahlreiche Kriege gegen die Nachbarstaaten.
Ein alter Verbündeter des Königreichs der Akwamu, das Königreich der Aschanti, erstarkte etwa zu dieser Zeit und wurde zu einer bedeutenden Großmacht. Das angrenzende Königreich der Akim schloss sich daraufhin mit dem Reich der Ashanti gegen das Königreich Akwamu zusammen und führte einen lange andauernden Krieg, in dessen Folge der Herrscher der Akwamu, der Akwamuhene in die Flucht geschlagen wurde und das Königreich etwa im Jahr 1731 endgültig niedergeschlagen war.

## Liste der Herrscher des Königreichs Akwamu
| Amtszeit                | Amtsinhaber                                    | Anmerkung                                                        |
| ----------------------- | ---------------------------------------------- | ---------------------------------------------------------------- |
| Akwamuhenes (Herrscher) |                                                |                                                                  |
| Twifo-Heman             |                                                |                                                                  |
| ca.1480 bis ca.1500     | Agyen Kokobo, Akwamuhene                       | Gründer des Königreichs Twifo-Heman                              |
| ca.1500 bis ca.1520     | Ofusu Kwabi, Akwamuhene                        |                                                                  |
| ca.1520 bis ca.1540     | Oduro, Akwamuhene                              |                                                                  |
| ca.1540 bis ca.1560     | Ado, Akwamuhene                                |                                                                  |
| Akwamu                  |                                                |                                                                  |
| ca.1560 bis ca.1575     | Otumfo Asare, Akwamuhene                       | Gründer des Königreichs Akwamu, mit Asaremankesse als Hauptstadt |
| ca.1575 bis ca.1585     | Akotia, Akwamuhene                             | Verlegte die Hauptstadt nach Ayandawaase                         |
| ca.1585 bis ca.1600     | Ansa Saseraku, Akwamuhene (Ansa Saseraku I.)   |                                                                  |
| ca.1600 bis ca.1620     | Ansa Saseraku, Akwamuhene (Ansa Saseraku II.)  |                                                                  |
| ca.1620 bis ca.1640     | Ansa Saseraku, Akwamuhene (Ansa Saseraku III.) |                                                                  |
| ca.1640 bis ca.1660     | Abuako Dako, Akwamuhene                        |                                                                  |
| ca.1660 bis ca.1680     | Afera Kuma, Akwamuhene                         |                                                                  |
| ca.1680 bis 1702        | Manukure, Akwamuhene                           |                                                                  |
| 1702 bis 1726           | Akwano Panyini, Akwamuhene                     |                                                                  |
| 1726 bis 1731           | Dako Booman, Akwamuhene                        |                                                                  |
| 1734                    | Besiegt durch die Akim                         | Besiegt durch die Akim                                           |